# Абас (католикос)
Абас (умер в 595) — первый католикос Кавказской Албании (Католикос Алуанка, Лпника и Чола) (551 или 551/2—595 или 595/6). Рукоположен армянским католикосом Нерсесом III Багревандци. Кафедра находилась в Партаве, а летняя резиденция в Бердакуре. Центр епархии — Партав (современная Барда, Азербайджан). Пользовался покровительством Сасанидского Ирана.